# Repenomamus
Repenomamus ist eine ausgestorbene Säugetiergattung aus der unteren Kreidezeit. Diese Tiere waren Fleischfresser und die größten bislang bekannten Säuger des Mesozoikums. Es wurden zwei Arten beschrieben, R. robustus und R. giganticus, die sich hinsichtlich der Größe und Details im Schädelbau unterscheiden.

## Merkmale
R. giganticus erreichte eine Kopfrumpflänge von über 60 Zentimeter (der Schädel war 16 Zentimeter lang). Seine Länge einschließlich des Schwanzes dürfte über 1 Meter betragen haben, sein Gewicht wird auf 12 bis 14 Kilogramm geschätzt. R. robustus war ungefähr halb so groß und dürfte 4 bis 6 Kilogramm schwer gewesen sein. Damit waren sie die größten bekannten Säugetiere des Mesozoikums. Einzig Kollikodon, ein früher Vertreter der Kloakentiere, könnte ähnliche Ausmaße erreicht haben; von dieser Gattung sind aber nur Kieferteile bekannt, die eine exakte Schätzung der Größe unmöglich machen.
Repenomamus hatte einen langgestreckten Rumpf, die kurzen, kräftigen Gliedmaßen waren im Vergleich mit modernen Säugetieren seitlicher am Körper angebracht. Die Tiere waren Sohlengänger, der Bau der Gliedmaßen deutet auf eine bodenbewohnende Lebensweise hin.
Der große Kopf dürfte eine kräftige Kaumuskulatur beherbergt haben. Der Bau der Zähne spricht für eine fleischliche Ernährungsweise. Die Schneide-, Eck- und Vorbackenzähne waren groß und zugespitzt und zum Festhalten und Zerreißen von Beute geeignet. Die Molaren hingegen waren eher klein und stumpf, sie waren zum Kauen wenig geeignet, sodass die Tiere ihre Nahrung eher im Ganzen verschlungen haben dürften. 
Die Zahnformel lautete I 3/2 C 1/1 P 2/2 M 4/5.

## Systematik
Die nächsten Verwandten von Repenomamus sind Vertreter der Gobiconodontidae, einer aus der Unterkreide Asiens und Nordamerikas bekannten Gruppe fleischfressender Säugetiere. In manchen Systematiken wird Repenomamus in diese Familie eingeordnet, in anderen als eigene Familie, Repenomamidae geführt. Die Stellung als eigene Familie wird durch Unterschiede in Bau und Anzahl der Zähne begründet; es gilt aber als gesichert, dass Repenomamus und die Gobiconodontidae eng miteinander verwandt sind.
Gemeinsam mit einigen anderen mesozoischen Säugern, die durch einen ähnlichen dreihöckrigen Bau der Molaren charakterisiert sind, werden sie in die Gruppe der Eutriconodonta eingeordnet. Ob es sich dabei allerdings wirklich um eng miteinander verwandte Tiere oder nur um konvergente Entwicklungen handelt, ist umstritten. Auch ihre Stellung in der Systematik der Säugetiere ist unklar, es dürfte sich aber um einen relativ frühen, spezialisierten Seitenzweig gehandelt haben. Mit den heutigen Säugern sind sie nicht näher verwandt.

## Funde
Überreste von Repenomamus wurden in der Yixian-Formation der chinesischen Provinz Liaoning – die auch für ihre gefiederten Dinosaurier bekannt ist – gefunden und in die untere Kreidezeit (vor rund 139 bis 128 Millionen Jahre) datiert. R. robustus wurde von Jinling Li, Yuan Wang, Yuanqing Wang und Chuankui Li im Jahr 2000 beschrieben; R. giganticus von Yaoming Hu, Jin Meng, Yuanqing Wang und Chuankui Li im Jahr 2005.
Während früher nahezu alle Säugetiere des Mesozoikums für kleine, relativ unspezialisierte Tiere gehalten wurden, die meist nachtaktive Insektenfresser waren, belegen die Funde von Repenomamus, dass die Säuger jener Epoche deutlich größer wurden als bisher angenommen und möglicherweise mit kleineren Dinosauriern um Nahrung und Jagdreviere konkurrierten. Die Funde fügen sich in eine Reihe von Entdeckungen der jüngeren Zeit (wie die an das Wasserleben angepasste Gattung Castorocauda, die ameisenbärähnliche Gattung Fruitafossor oder das mit Gleitmembranen versehene Volaticotherium), die belegen, dass die mesozoischen Säugetiere spezialisierter waren und auch unterschiedlichere ökologische Nischen besetzen als bisher angenommen.

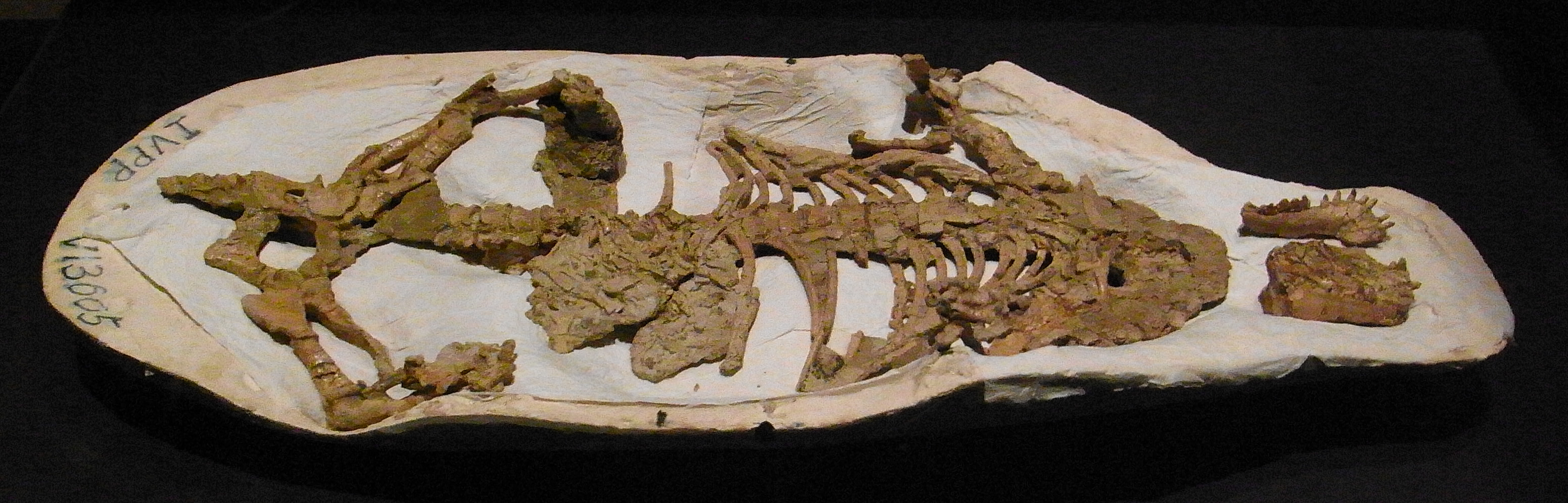
Fossil von Repenomamus giganticus mit Überresten von Psittacosaurus in der Magenregion

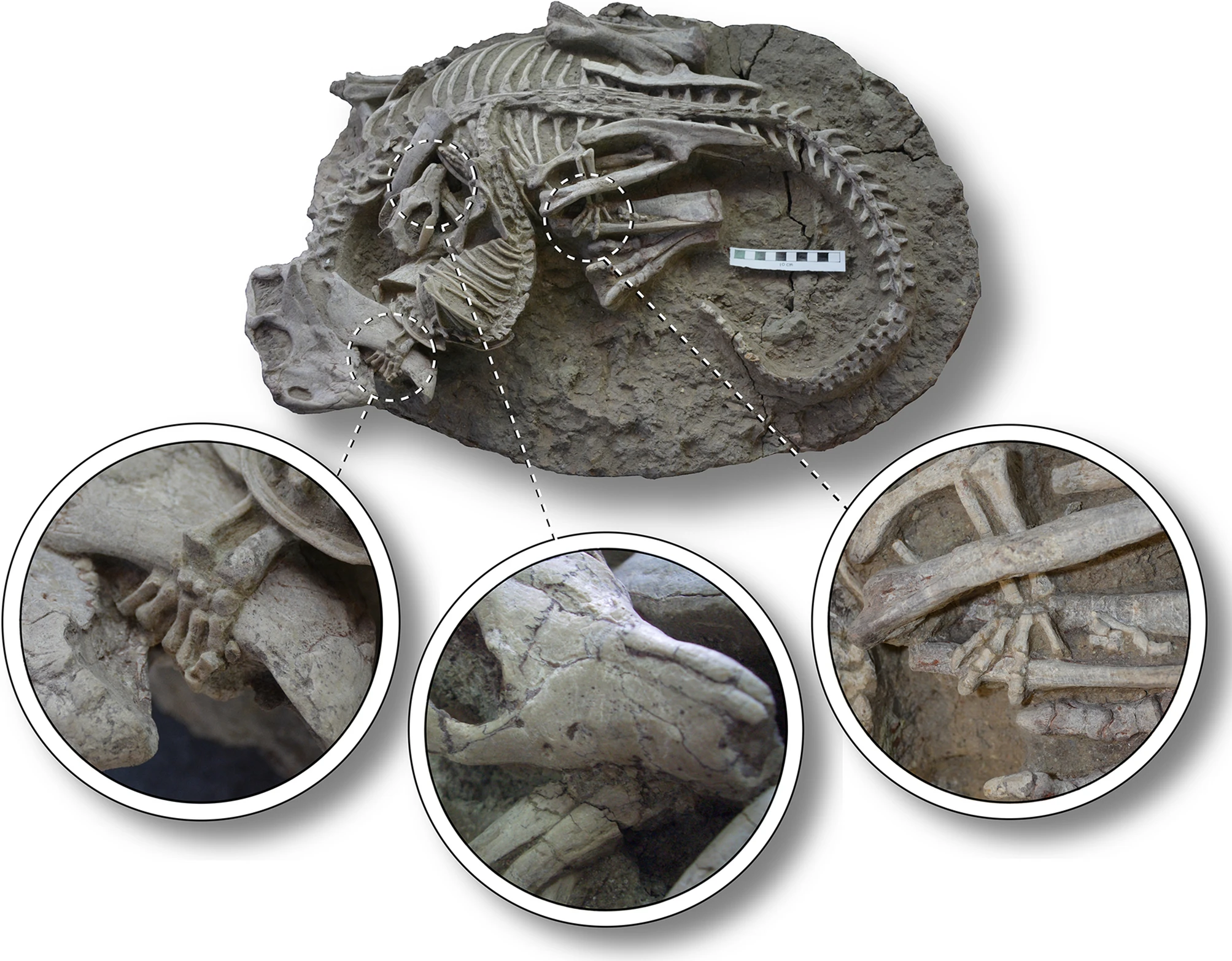
Psittacosaurus im Todeskampf mit Repenomamus, Fossil aus der Yixian-Formation

Gut erhaltene Funde von R. robustus ließen sogar noch den Mageninhalt erkennen: neben Säugetierknochen wurden auch die Überreste eines jungen Psittacosaurus gefunden – dies ist ein erstaunlicher Hinweis darauf, dass mesozoische Säugetiere auch Dinosaurier gefressen haben. Es wurde diskutiert, ob Repenomamus ein Aasfresser gewesen sein könnte, die Ansätze der Kaumuskulatur und die Ausbildung der Zähne sprechen jedoch für eine räuberische Lebensweise. Mitte 2023 wurde der Fund eines gut erhaltenen Fossils publiziert, das den Angriff eines Repenomamus auf einen Psittacosaurus dokumentiert. Die beiden Kontrahenten wurden vor 125 Millionen Jahren von einer Schlammlawine verschüttet.